# Uchenna Emedolu
Uchenna Emedolu (ur. 17 września 1976) – nigeryjski lekkoatleta, sprinter, którego specjalizacją jest bieg na 100 m. Jego rekord życiowy na tym dystansie wynosi 9.97 sek.

## Kariera sportowa
W 2000 wystartował w konkursie biegu na 200 m na Letnich Igrzyskach Olimpijskich 2000 w Sydney. W pierwszej rundzie uzyskał wynik 20.87 sek. i awansował z trzecim czasem w swoim biegu eliminacyjnym i 27. w klasyfikacji ogólnej do ćwierćfinałów. Na drugim etapie zawodów uzyskał czas zaledwie o 0,05 sek. wolniejszy od poprzedniego, ale tym razem dał mu on ostatnie miejsce w biegu i 29. w klasyfikacji ogólnej.
2001 rok był dla Nigeryjczyka o wiele szczęśliwszy. Podczas Mistrzostw Świata w Edmonton wystąpił w trzech konkurencjach. Konkurs biegu na 100 m rozpoczął się dla niego zwycięstwem biegu eliminacyjnego. W ćwierćfinałach uzyskał znakomity wynik 10.06 sek. (który dałby piąte miejsce w finale) i awansował do kolejnej rundy. Niestety, w półfinałach, uzyskał znacznie gorszy wynik i ostatecznie zajął dziewiąte miejsce w konkursie. W konkursie biegu na 200 m zarówno w biegach eliminacyjnych, jak i w ćwierćfinałach, Emedolu zajął trzecie miejsce. Półfinał jednak okazał się dla niego za szybki. Zajął w nim siódme miejsce (jedenaste w klasyfikacji końcowej). Nigeryjska sztafeta 4x100m, w której Uchenna biegł na ostatniej zmianie, również zakończyła konkurs na półfinałach.
W 2002 Uchenna Emedolu odniósł swoje pierwsze sukcesy w biegu na 100 m. Na Igrzyskach Wspólnoty Narodów w Manchesterze uzyskał wynik 10.11 sek. i zajął drugie miejsce w finale konkursu. Miesiąc później zdobył jeszcze srebrny medal na Mistrzostwach Afryki w Lekkoatletyce. Podczas zawodów Pucharu Świata w Madrycie zdobył złoty medal, przyczyniając się do zwycięstwa reprezentacji Afryki w klasyfikacji ogólnej.
Podczas Mistrzostw Świata w Paryżu w 2003 awansował do finału w konkursach biegu na 100 m i 200 m. W pierwszym z nich zajął, z czasem 10.22 sek., szóste miejsce, a w drugim, z czasem 20.62 sek. - ósme miejsce. Jeszcze w tym samym roku, na zawodach Światowego Finału IAAF zajął pierwsze miejsce w swojej koronnej konkurencji.
W 2004 na XXVIII Letnich Igrzyskach Olimpijskich w Atenach wystartował w konkursie biegu na 100 m. W eliminacjach uzyskał drugi czas swojego biegu i bez kłopotów awansował do drugiej rundy, a następnie do półfinałów. Później szczęście znów go opuściło i z wynikiem 10.35 sek. zakończył bieg na ostatnim miejscu. Podczas tej samej imprezy sportowej udało mu się wywalczyć brązowy medal olimpijski w konkurencji sztafety 4 × 100 m. Dwa lata później wywalczył dwa medale (złoty i srebrny) Mistrzostw Afryki w Bambous i zajął czwarte miejsce w finale konkursu biegu na 100m na Igrzyskach Wspólnoty Narodów oraz Światowym Finale IAAF. W 2008 wystąpił jeszcze na XXIX Letnich Igrzyskach Olimpijskich w Pekinie, ale nie udało mu się awansować do drugiej rundy konkursu.

## Sukcesy
| Rok  | Zawody                     | Miejsce    | Poz. | Konkurencja   | Wynik (s) |
| ---- | -------------------------- | ---------- | ---- | ------------- | --------- |
| 2002 | Mistrzostwa Afryki         | Rades      | 2.   | Bieg na 100 m | 10.00     |
| 2006 | Mistrzostwa Afryki         | Bambous    | 2.   | Bieg na 100 m | 10.44     |
| 2006 | Mistrzostwa Afryki         | Bambous    | 1.   | Bieg na 200 m | 20.61     |
| 2003 | Światowy Finał IAAF        | Monako     | 3.   | Bieg na 100 m | 10.08     |
| 2002 | Igrzyska Wspólnoty Narodów | Manchester | 2.   | Bieg na 100 m | 10.11     |

## Rekordy życiowe
| Dystans | Wynik (s) | Miejsce   | Data                 |
| ------- | --------- | --------- | -------------------- |
| 60 m    | 6.66      | Stuttgart | 3 lutego 2002        |
| 100 m   | 9.97      | Abuja     | 12 października 2003 |
| 200 m   | 20.31     | Rieti     | 8 września 2002      |